# Сердар Гезюбююк
Сердар Гезюбююк (нід. Serdar Gözübüyük; нар. 29 жовтня 1985, Гарлем, Нідерланди) — нідерландський футбольний арбітр турецького походження. Категорія ФІФА з 2012.

## Кар'єра
В юнацькому віці виступав за місцевий клуб Гарлему. У дев'ятнадцять років вперше відсудив перший футбольний матч в одному з нижчих дивізіонів чемпіонату Нідерландів.
У грудні 2007 вперше обслуговував матч Еерстедивізі. 
2 травня 2010 дебютував у Ередивізі обслуговуючи матч  між «Гераклес Альмело» та АДО Ден Гаг.
З 1 січня 2012 арбітр ФІФА.
У червні 2017 обслуговував матчі молодіжного чемпіонату Європи.

## Статистика Ередивізі
| Сезон             | Турнір            | Матчі | картки | картки       | картки | Штрафи    | Штрафи |
| Сезон             | Турнір            | Матчі | ЖК     | YK · YK · RK | RK     | Господарі | Гості  |
| ----------------- | ----------------- | ----- | ------ | ------------ | ------ | --------- | ------ |
| 2009/10           | Ередивізі         | 1     | 0      | 0            | 1      | 0         | 0      |
| 2010/11           | Ередивізі         | 10    | 29     | 0            | 0      | 0         | 0      |
| 2011/12           | Ередивізі         | 20    | 65     | 1            | 3      | 5         | 1      |
| 2012/13           | Ередивізі         | 17    | 50     | 3            | 1      | 1         | 2      |
| 2013/14           | Ередивізі         | 20    | 62     | 1            | 1      | 4         | 1      |
| 2014/15           | Ередивізі         | 20    | 47     | 1            | 2      | 1         | 0      |
| Усього за кар'єру | Усього за кар'єру | 88    | 253    | 6            | 8      | 11        | 4      |

## Матчі національних збірних
| Дата            | Місце проведення  | Збірні             | Рахунок | Турнір               | ЖК | YK · YK · RK | RK |
| --------------- | ----------------- | ------------------ | ------- | -------------------- | -- | ------------ | -- |
| 26 березня 2013 | Аттард, Мальта    | Мальта – Італія    | 0 – 2   | Кваліфікація ЧС 2014 | 1  | 0            | 0  |
| 31 березня 2015 | Сульна, Швеція    | Швеція – Іран      | 3 – 1   | Товариський матч     | 2  | 0            | 0  |
| 28 березня 2016 | Київ, Україна     | Україна – Уельс    | 1 – 0   | Товариський матч     | 4  | 0            | 0  |
| 4 вересня 2016  | Астана, Казахстан | Казахстан – Польща | 2 – 2   | Кваліфікація ЧС 2018 | 10 | 0            | 0  |